# Randvere (Viimsi)
Randvere – wieś w Estonii, w prowincji Harju, w gminie Viimsi.